# Death's Hand in Mine
"Death's Hand in Mine" es el séptimo episodio de la miniserie de televisión estadounidense Agatha All Along, basada en el personaje de Marvel Comics Agatha Harkness. Sigue a Harkness, quien ha sido despojada de su identidad después de los eventos de la miniserie WandaVision (2021), y su aquelarre mientras continúan su viaje por la Senda de las Brujas en busca de poder. El episodio está ambientado en el Universo cinematográfico de Marvel (UCM), compartiendo continuidad con las películas de la franquicia. Fue escrito por Gia King y Cameron Squires y dirigido por la showrunner de Agatha All Along Jac Schaeffer.
El episodio se centra en el juicio de Lilia Calderu (Patti LuPone), la bruja adivinadora del aquelarre, que navega por la vida fuera de secuencia debido a sus habilidades, lo que le permite vislumbrar el futuro mientras también experimenta el pasado y el presente. Mientras realiza una potente lectura de tarot durante su juicio, ayuda al aquelarre a evadir el control de los Siete de Salem. Además de LuPone, Kathryn Hahn repite sus papele como Agatha de la miniserie WandaVision, con Joe Locke, Debra Jo Rupp, Aubrey Plaza, Sasheer Zamata y Ali Ahn también como protagonistas. El rodaje se llevó a cabo en el área metropolitana de Atlanta y en Los Ángeles.
"Death's Hand in Mine" se estrenó en el servicio de streaming Disney+ el 23 de octubre de 2024. Los críticos elogiaron el episodio por la actuación de LuPone, su guion y por la progresión de las tramas de la serie; algunos lo calificaron como el mejor episodio de la serie hasta el momento, aunque otros criticaron el diseño y los elementos de utilería. Disney informó que el episodio obtuvo 4,2 millones de vistas a nivel mundial después de solo un día de transmisión.

## Argumento
Agatha y Billy continúan por el Camino de las Brujas antes de llegar a un castillo. Al entrar, los dos están vestidos como la Bruja Mala del Oeste y Maléfica, respectivamente, y se les presenta su siguiente prueba: en el centro de la habitación se encuentra una mesa de lectura de tarot. Billy intenta leer para Agatha, pero cada vez que saca la carta equivocada, una espada cae del techo. Una de las cartas de Agatha sugiere que está diciendo la verdad, pero las espadas siguen lloviendo. Agatha toma la baraja y saca cartas al azar, colocándolas sobre la mesa mientras deja que las espadas caigan, convencida de que el suministro eventualmente disminuirá. Para su sorpresa, el techo comienza a bajar.
Lilia y Jen recorren un túnel de tierra, siguiendo un camino que Jen insiste que Lilia una vez sugirió. A pesar de la falta de memoria de Lilia sobre los detalles, Jen relata con confianza todo lo que dice haber aprendido de ella. Mientras conversan, Lilia comienza a viajar a través del tiempo. Los flashbacks de sus lecciones de adivinación de la infancia revelan que ha estado experimentando su vida fuera de orden, lo que explica sus lapsos de memoria y que perdió su primer aquelarre por una fiebre, a pesar de haberles advertido. De regreso al presente, Lilia le explica a Jen que el flujo del tiempo es una ilusión, lo que hace que experimente eventos fuera de secuencia. Le preocupa que esta desorientación se esté intensificando, y se pregunta si es una señal de que está llegando al final.
Lilia se adelanta al castillo con Billy, Agatha y Jen, vestidos como Glinda y la versión bruja de la Reina Malvada, respectivamente. Reflexiona sobre el juicio y admite que lanzó un sigilo sobre Billy para darle tiempo de descubrir su identidad. Cuando comienza la lectura del tarot, Lilia le pide a Billy que le pregunte si es William Kaplan o Billy Maximoff. Las espadas siguen cayendo en cascada a su alrededor. De repente, Lilia se encuentra de nuevo con Jen al principio de su viaje por el túnel. Ven a los Siete de Salem, pero consiguen evadir su atención. Decidida a continuar por el túnel, Lilia le pide a Jen que se quede a su lado y parten juntas. En un destello de intuición, Lilia se da cuenta de lo que hizo mal y se encuentra de nuevo en la prueba del tarot, comprendiendo que necesita realizar la lectura por sí misma. Durante la lectura, revela que Río es la personificación de la Muerte, que predice que se acerca su hora.
Lilia coloca las cartas en el orden adecuado, salvándolas a todas del techo que se está hundiendo. Una vez completada la lectura, se supera la prueba y se abre una doncella de hierro como salida. Incitando a todos a huir por ella, Lilia devuelve el libro de hechizos de Billy que había encontrado previamente en el túnel y empuja a Agatha, Jen y Billy hacia la doncella de hierro antes de cerrarse detrás de ellos. A medida que los Siete de Salem se acercan, Lilia invierte la carta de la Torre de su lectura, pone la habitación patas arriba y empala a los Siete con las espadas del techo. Se aferra a la mesa, pero finalmente se suelta y cae, volviendo a ser la joven Lilia que comienza sus primeras lecciones con su mentora.

## Producción

### Escritura
Según Schaeffer, fue una idea temprana crear un episodio de la serie que se contaría de forma no lineal, inspirándose en varias películas y series de televisión como Memento (2000), Lost (2004-2010), Arrival (2016) y Everything Everywhere All at Once (2022).  Reconociendo que su temática haría que el episodio fuera difícil de escribir, eligió a dos escritores para el episodio, incluido el guionista de WandaVision, Cameron Squires, y la asistente del escritor Gia King, a quien elogió como un "equipo de pandilleros".  Con Lilia Calderu, el personaje central del episodio, imaginada como una adivina capaz de entrar y salir de diferentes puntos dentro de su propia vida,  Squires y King tuvieron la tarea de espolvorear migas de pan en episodios anteriores además de delinear "La mano de la muerte en la mía".  Schaeffer llamaría a estos nonsequiturs aparentemente improvisados "los bops de Lilia".  La pareja escribió piezas por separado a lo largo de una línea de tiempo lineal, que luego se combinaron y ampliaron en la sala de escritores.

### Rodaje
Aunque la creadora y showrunner Jac Schaeffer, siempre estuvo preparada para dirigir "Seekest Thou the Road" y "Circle Sewn with Fate / Unlock Thy Hidden Gate", los dos primeros episodios de la serie,  el programa ya estaba en plena preproducción, cuando un problema de programación abrió la silla del director para "Death's Hand in Mine".  Con un guion que tenía un profundo significado personal para ella, Schaeffer, que inicialmente tenía la intención de centrarse únicamente en la preparación adecuada de la mesa del programa, finalmente eligió asumir el papel de directora.  Schaeffer, que llamó a "Death's Hand in Mine" un "episodio casi imposible de armar",  señaló más tarde que el productor asociado Ishi Metkar sirvió como su "segundo cerebro" en el set.  Metkar fue responsable de documentar dónde ocurrirían todas las transiciones y se convirtió en fundamental en la filmación de las escenas de flashback utilizadas en el episodio. 
LuPone pidió un guion en el orden correcto para poder entender lo que estaba haciendo mientras filmaba sus escenas no lineales en orden lineal.  Filmar los bops de Lilia, donde el personaje pronuncia fragmentos de una oración para ser conectados más tarde, requirió que Schaeffer interviniera para dirigir solo el momento bop que necesitaba para "Death's Hand in Mine" durante el rodaje de episodios anteriores,  lo que requirió que el equipo pausara la configuración para colocar una luz detrás de LuPone y ajustar una lente específica.  La caída de Lilia de la torre, representada en dos escenas distintas al principio y cerca del final del episodio, se filmaron consecutivamente y en cámara lenta, con LuPone colgando de cables.  Fueron una de las raras tomas de pantalla azul que el equipo usó en el programa.  Las espadas que cuelgan del techo durante la prueba del tarot eran reales, pero también estaban suspendidas por cables.  Schaeffer y su equipo desarrollaron un "mapa de espadas" y tuvieron que decidir dónde caería cada espada antes de que los actores entraran al espacio para el ensayo.

## Recepción
El 25 de octubre de 2024, Disney reveló que "Death's Hand in Mine" logró 4,2 millones de visitas a nivel mundial después de solo un día de transmisión, un 35% más que el desempeño del episodio de estreno de la miniserie "Seekest Thou the Road". 

### Respuesta crítica
El sitio web agregador de reseñas Rotten Tomatoes informó una calificación de aprobación del 100% basada en nueve reseñas. 
La crítica de MSN Allyson Johnson calificó el episodio como "no solo el mejor episodio de la serie hasta la fecha, sino uno de los mejores episodios de la programación televisiva de Marvel , punto. Uniendo pasado, presente y futuro para lidiar con la inevitabilidad del tiempo, "Death's Hand In Mine" tiene la suerte de concederle el escenario a Patti LuPone". Si bien Johnson criticó "algunos elementos de diseño y utilería" utilizados en el episodio, señaló que "hay una gran confianza en la escritura y el flujo del tiempo que lo convierte en un episodio sorprendentemente emotivo. Nos preocupamos por Lilia y su amor por ser una bruja. Nos preocupa la idea de que esté sola durante tanto tiempo. Incluso cuando simplemente juntamos los restos de sus historias, forman una imagen completa y complicada".  Escribiendo para Forbes, Erik Kain comentó que Agatha All Along "simplemente pasó de bueno a excelente en el episodio siete", y lo calificó como "el mejor episodio del grupo". Consideró que "Jac Schaeffer, quien también dirigió este episodio, ha hecho algo realmente notable, atando muchos cabos sueltos y momentos extraños de antes en la serie de una manera tremendamente satisfactoria a medida que entramos en el acto final" de la serie.